# Museo diocesano storico Ghislieri di Vicoforte
Il Museo Diocesano Storico "Ghislieri" di Vicoforte (Cuneo), istituito nel 1966 nell'ambito delle celebrazioni per il quarto centenario dell'elezione del cardinale Antonio Michele Ghislieri, vescovo della Diocesi di Mondovì (1560 - 1566), al soglio pontificio con il nome di Pio V.
Il Museo si sviluppa in otto sale situate sopra le cappelle del Santuario Regina Montis Regalis di Vicoforte, dove è  presentata una vasta documentazione relativa alla costruzione e alla storia del celebre santuario: iniziata nel 1596 da Ascanio Vittozzi; interrotti nel 1615 per la morte del progettista, i lavori vennero ripresi nel 1729 e portati a termine nel XIX secolo. 
Inoltre, espone opere d'arte, una quadreria di ritratti di vescovi, paramenti sacri, suppellettile liturgiche ed ex voto che fanno parte del Tesoro del santuario. 